# Вала Вала
Вала Вала (енгл. Walla Walla) град је у америчкој савезној држави Вашингтон. По попису становништва из 2010. у њему је живело 31.731 становника.

## Демографија
Према попису становништва из 2010. у граду је живело 31.731 становника, што је 2.045 (6,9%) становника више него 2000. године.
| Група             | 2000.          | 2010.          |
| Белци             | 22.458 (75,7%) | 22.329 (70,4%) |
| Афроамериканци    | 765 (2,6%)     | 852 (2,7%)     |
| Азијати           | 368 (1,2%)     | 454 (1,4%)     |
| Хиспаноамериканци | 5.170 (17,4%)  | 6.970 (22,0%)  |
| Укупно            | 29.686         | 31.731         |